# Abelova grupa
Abelova grúpa [ábelova ~] (tudi abelovska grúpa) je v abstraktni algebri takšna grupa (G, *), ki je tudi komutativna, se pravi, v kateri enakost a * b = b * a velja za poljubna elementa a in b iz G. Abelove grupe so dobile ime po Nielsu Henriku Abelu.
Če je grupa Abelova, operacijo navadno pišemo kot + namesto *, nevtralni element kot 0 (pogosto v tem kontekstu imenovan ničelni element) in inverz elementa a kot -a.
Primeri Abelovih grup vključujejo vse ciklične grupe, kot so cela števila Z (za seštevanje) in cela števila po modulu n Zn (tudi za seštevanje). Realna števila sestavljajo Abelovo grupo za seštevanje, kot tudi neničelna realna števila za množenje. Vsak obseg na enak način porodi dve Abelovi grupi. Drug pomemben primer je faktorska grupa Q/Z, kot injektivni kogenerator.
Če je n naravno število in je x element Abelove grupe G, potem lahko definiramo nx kot x + x + ... + x (n sumandov) in (-n)x = -(nx). Na ta način G postane modul nad obsegom celih števil Z. Pravzaprav lahko module nad Z poistovetimo z Abelovimi grupami.